# Il Sogno (album)
Il Sogno è il ventesimo album in studio del cantautore e musicista britannico Elvis Costello, pubblicato nel 2004.

## Descrizione
Si tratta di un'opera di musica classica, in particolare di un balletto, ispirato a Sogno di una notte di mezza estate di William Shakespeare, che è stato commissionato all'artista dalla troupe italiana Aterballetto. L'opera, eseguita dalla London Symphony Orchestra diretta da Michael Tilson Thomas, è stata pubblicata in formato CD dalla Deutsche Grammophon.
Lo stesso giorno d'uscita de Il Sogno Costello ha pubblicato un altro album dal titolo The Delivery Man.

## Tracce
1. Prelude – 0:49
2. Overture – 1:18
3. Puck 1 – 2:20

Act One
1. The Court – 2:27
2. The State of Affairs – 4:44
3. Hermia and Lysander – 3:16
4. The Jealousy of Helena – 0:55
5. Worker's Playtime – 2:16

Act Two
1. Oberon and Titania – 4:14
2. The Conspiracy of Oberon and Puck – 1:08
3. Slumber – 1:25
4. Puck 2 – 1:49
5. The Identity Parade – 4:42
6. The Face of Bottom – 2:49
7. The Spark of Love – 4:22
8. Tormentress – 1:41
9. Oberon Humbled – 3:41
10. Twisted – Entangled – Transform and Exchange – 2:35
11. The Fairy and the Ass – 1:35
12. Sleep – 2:48
13. Bottom Awakes – 1:43
14. Lovers Arise – 3:18

Act Three
1. The Play – 1:31
2. The Wedding – 4:22